# Соња Перишић Милошевић
Соња Перишић Милошевић (Пећ, 22. фебруар 1965 — Крагујевац, 31. октобар 2008) била је српска интерпретаторка народне и старе градске музике, специјалиста опште медицине и хуманиста.

## Биографија
Соња је рођена 1965. године у Пећи, од мајке Вере, професорке и оца Милинка који је био дипломирани геометар .
Након завршетка основне школе "Миладин Поповић", Соња 1980. године одлази из Пећи у Крагујевац, где уписује Прву крагујевачку гимназију, 1980. године. Након завршетка средње школе, успешно пролази пријемни испит на Медицинском факултету у Крагујевцу, који уписује 1984. године и завршава га 2001. године. Након завршетка факултета, запошљава се у хитној помоћи у Книћу, а након тога у Крагујевцу, где постаје начелник Студентске клинике.
Поред посла у Студентској клиници, Соња се бавила певањем и хуманитарним радом, а завршила је и Нижу музичку школу за соло певање у Крагујевцу. Била је учесница хуманитарних концерата, за подизање храма Светог Саве у Београду као и за реновирање цркве Светог Ђорђа у Руднику.
За живота, добила је награду Војномедицинске академије у Београду, Војске Југославије, Међуопштинске организације Савеза Слепих, награду Здравствених радника и многе друге награде и призања.
Велики таленат показала је и на пољу глуме, игравши у неколико позоришних представа.

## Музичка каријера
Певачку каријеру почела је у 20. години као солиста АКУД Светозар Марковић, који после извесног времена напишта и прелази у КУД Абрашевић, у чијим готово свим певачким програмима је учествовала. Свој таленат за певање исказала је у радио емисијама Код златног Коња, Песмом да ти кажем и телевизијским емисијама Лет, лети, песмо моја мила, Променада и у емисији Војвођанске златне жице, у којим је гостовала након полагања аудије за Радио Београд.
Године 2006. извела је песму Децембарске сузе, у Српском народном позоришту, инаће двоструко награђену песму на фестивалу Војвођанске златне жице.
Због свог талента за певање и одличном интерпретацијом освојала је многе награде и на пољима музике :
- Повеља Амбасадор песме 2002. године на фестивалу народне музике Хармонија у Нишу
- Награду за најбољег вокалног солисту на фестивалу Војвођанске жице, 2005. године у Новом Саду
- Признање Златна тамбурица на 17. фестивалу народне музике 2006. године у Новом Саду

Током каријере имала је велики број концерата, а први солистички уз пратњу Великог народног оркестра културно-уметничног друшта Абрашевић одржала је 2006. године.

### Дискографија
Гостовање на албумима и компилацијама :
- Various - Крагујевачки Октобар (Музика Са Великих Школских Часова), са песмама Записник Број 21194198 и Похвала Животу (2002) (Спомен-парк Крагујевачки октобар)
- Бора Дугић - Игра духа и шаха , са песмама Прелетеше птице ластавице и Трен (2005) (ПГП РТБ), (Змекс)
- Various - Лети, Лети Песмо Моја Мила, са песмама Бели Лице Призренка Девојка и А проћиће младост моја (2006) (ПГП РТБ)
- Various - Војвођанске златне жице, са песмом Тиски цвет (2007) (ПГП РТБ)
- Various - Косово је срце Србије - Песме Старе Србије'‎', са песмом Ајде Като (2008) (ПГП РТБ)[4]

## Крај живота
Соња Перишић Милошевић преминула је 31. октобра 2008. године у Крагујевцу, после дуге и тешке болести.
Дана 16. маја 2009. године, у планинарском дому Планинарског друштва „Жежељ” у селу Аџине Ливаде, у Крагујевцу откривена је спомен плоча Соњи Перишића, а планинарски дом од тада носи име Планинарски дом „др Соња Перишић”, по овој певачици, докторки, хуманисти и планинарки.
На сцени Природно-математичког факултета Универзитета у Новом Саду, у сарадњи са Студентским културним центром Крагујевац, 3. децембра 2013. године, одржан је концерт под називом Сећање на Соњу.
Почев од 2009. године Центар за неговање традиционалне културе „Абрашевић” сваке јесени организује концерт посвећен др Соњи Перишић. У част свог истакнутог члана, великог хуманисте и првог председника Управног одбора, Центар „Абрашевић” је 2010 те године установио награду за младе извођаче традиционалне музике која носи назив Плакета др Соња Перишић.